# Ločica pri Vranskem
Ločica pri Vranskem este o localitate din comuna Vransko, Slovenia, cu o populație de 151 de locuitori.